# Lamellenschutzhütte
Eine Lamellenschutzhütte, auch Lamellenhütte, dient als Bestandteil einer professionellen Wetterstation dem Schutz von Temperatur- und Feuchtigkeitssensoren vor direkter Sonneneinstrahlung. Namensgebend sind die charakteristischen Kunststofflamellen, die eine ausreichende Durchlüftung der Sensoren ermöglichen und einen Wärmestau verhindern. Beim Deutschen Wetterdienst (DWD) ersetzen Lamellenschutzhütten aufgrund der zunehmenden Digitalisierung und Automatisierung von Wetterstationen zunehmend die klassische Thermometerhütte.

## Aufbau
Eine Lamellenschutzhütte ist zylindrisch mit etwa 15–20 cm Durchmesser und besteht aus mehreren kreisring-kegelförmigen, wetterfesten Kunststofflamellen, die außen weiß und innen schwarz gefärbt sind. Das etwa stumpfkegelige Dach steht rundum etwas vor, damit Niederschlagswasser bei Windstille abtropfen kann, ohne die tieferliegenden Lamellen zu treffen. Im Inneren befindet sich Platz für mehrere Sensoren (zumeist Lufttemperatur- und Feuchtigkeitssensoren). Die äußere Einfärbung bewirkt eine hohe Albedo, also eine hohe Reflexionsrate von außen ankommender wärmeliefernder Strahlung und damit einen möglichst geringen Wärmeeintrag in die Lamellenwand. Um die vom Boden ausgehende langwellige Rückstrahlung zu unterdrücken, die ebenfalls zu einer messwert-verfälschenden Erwärmungen führen würde, sind die Lamellenunterseiten schwarz eingefärbt. Zeitlich durchgehend wird durch eine elektromotorisch angetriebene Ventilation Luft durch die Lamellen nach innen gesaugt. Damit wird erreicht, dass frische Luft die Lamellen temperiert und der verfälschende Effekt von Wärmeein- oder -abstrahlung auf die Innenatmosphäre und damit die Messsensoren minimiert wird.

## LAM 630
Der wichtigste Vertreter der Lamellenschutzhütten stellt die LAM 630 der Firma Eigenbrodt dar. Beim DWD löst dieses Modell offiziell zunehmend die klassische Thermometerhütte, auch Englische Hütte genannt, ab. 
Gründe hierfür sind: 
- die natürliche Ventilation mittels eingebautem Lüfter,
- die reduzierte Anfälligkeit für Strahlungsfehler und
- die erheblich schnellere Ansprechzeit zur Erfassung geringerer Temperaturschwankungen.[2]